# Gæsterne (film fra 1972)
 For alternative betydninger, se Gæsterne. (Se også artikler, som begynder med Gæsterne)
Gæsterne er en dansk eksperimentalfilm fra 1972 med instruktion og manuskript af Per Ingolf Mannstaedt.

## Handling
Filmen er en stemning, to mennesker en dag i et sommerhus, en kryptisk samtale, to mennesker til, en ganske almindelig samtale, nogle afstande, nogle holdninger, nogle andre holdninger, lidt natur og noget med at være lykkelig.